# Электроника МК-46
МК-46 — советский программируемый микрокалькулятор с обратной польской записью для проведения инженерных расчётов. Относится к первому поколению советских программируемых калькуляторов. Являясь настольным аналогом Б3-21, позволяет вводить данные с внешних устройств и имеет увеличенное количество шагов программы — 66. В дальнейшем был усовершенствован путём добавления платы аналого-цифрового преобразователя и получил название МК-64, позднее МК-64 был переименован в МС-1103.
«Электроника  МК-46» является программируемым специализированным микрокалькулятором, предназначенным для автоматического контроля различных производственных процессов ( в частности, для контроля качества сварочных процессов ), для выполнения специализированных расчетов.
Обработка информации в микрокалькуляторе может осуществляться по алгоритму, введенному в его программную память.
Результат обработки может выдаваться на каналы цифропечатающего устройства.
Режим контроля и обработки входных данных вводятся в информационную память микрокалькулятора. При необходимости предусмотрен допусковый контроль входных данных.
Микрокалькулятор позволяет вводить информацию по 12 разрядов через 12 вводов,  сравнивать входные напряжения с заданными допустимыми значениями, выдавать и индицировать сигналы отклонения контролируемых параметров от заданных значений, вводить программу обработки информацию в ОЗУ; выводить информацию параллельно по четыре разряда; выдавать управляющие сигналы  на внешние устройства;  индицировать результаты обработки. 
«Справочник по ЭВМ В.И Грубов и др. 1989 г. Стр. 289.»